# Pronoctua proragrotis
Pronoctua proragrotis är en fjärilsart som beskrevs av Mcdunnough 1928. Pronoctua proragrotis ingår i släktet Pronoctua och familjen nattflyn. Inga underarter finns listade i Catalogue of Life.